# Francesco Frattini
Francesco Frattini es un antiguo ciclista italiano, nacido el 18 de enero de 1967 en Varese.

## Biografía
En 2008, ficha como director deportivo por el equipo TelTeck H2O, aunque finalmente este proyecto no vio la luz. Frattini y muchos corredores de este equipo se quedaron sin equipo. 
Es hermano de los también ciclistas profesionales Davide Frattini y Cristiano Frattini.

## Palmarés
1995
- 1 etapa de la Bicicleta Vasca
- Semana Catalana, más 1 etapa
- Gran Premio de Fráncfort

1996
- 1 etapa de la Vuelta al País Vasco

## Resultados en las grandes vueltas
| Carrera         | 1993 | 1994 | 1995 | 1996  | 1997 | 1998 | 1999 | 2000 |
| --------------- | ---- | ---- | ---- | ----- | ---- | ---- | ---- | ---- |
| Giro de Italia  | -    | -    | 29.º | -     | 71.º | -    | -    | -    |
| Tour de Francia | -    | -    | 77.º | 100.º | Ab.  | 93.º | -    | -    |
| Vuelta a España | -    | -    | -    | -     | -    | -    | -    | -    |
| Mundial en Ruta | -    | -    | -    | -     | -    | -    | -    | -    |